# Nanomanipulator
Als Nanomanipulatoren bezeichnet man Werkzeuge, die elektrische Messungen und Manipulationen an einer Probe in situ bis hinunter in den Nanometer-Bereich durchführen können.